# Grotta di Settecannelle
La Grotta di Settecannelle è un sito archeologico che si trova lungo il Fosso della Paternale, nel comune di Ischia di Castro, in provincia di Viterbo, nel Lazio.

## Descrizione
La grotta, che si trova quasi alla sorgente del Fosso della Paternale, un piccolo affluente torrentizio del Fiora, nei pressi della località di Punton di Villa, è stata individuata come possibile sito archeologico nel 1976, ed indagata nel 1985 dall'Università di Pisa sotto la direzione della dott.ssa Paola Ucelli Gnesutta.
Nella grotta, formatasi nel tufo per erosione dell'acqua e alta circa 3 metri, sono stati rinvenuti frammenti della media età del bronzo e del Bronzo antico, dell'Eneolitico, del Neolitico e Paleolitico superiore e fauna e materiali che risalgono fino circa a 17.000 anni fa.